# Eichener Höhe
Die Eichener Höhe (alemannisch Eiemer Höchi) ist ein 473 m ü. NHN hoher Passübergang zwischen Schopfheim und Wehr auf der Bundesstraße 518. Namensgebend für den Pass ist der Schopfheimer Ortsteil Eichen, der sich südlich von der Passhöhe befindet.

## Profil
Die Westrampe der Eichener Höhe führt vom Stadtgebiet Schopfheims über ein Brückenbauwerk, das die Bundesstraße 317 überquert und dort einen Anschluss bietet, führt an dem Ortsteil Eichen kurvenreich hinauf zur Passhöhe. Auf 2,5 Kilometer überwindet dabei die Straße eine Höhe von 98 Meter, was einer durchschnittlichen Steigung von 3,9 % entspricht. 
Wenige hundert Meter nordwestlich der Passhöhe befindet sich die Erhebung Kaibenhölzle (491 m). Südlich des Passes liegt der Eichener See, der zum FFH-Gebiet Dinkelberg gehört. Nach der Passhöhe geht es in leichteren Kurven in Richtung Hasel. Wenige Meter östlich der Passhöhe verläuft die Kreisgrenze zwischen den Landkreisen Lörrach und Waldshut. 
Kurz vor der Verzweigung ändert die Strecke ihre Richtung von Ost nach Süd und erreicht nach einem knappen Kilometer über den Anschluss zur Landesstraße 155 den Ort Wehr. Diese 3,2 Kilometer lange Rampe überwindet eine Höhe von 108 Meter, was einer durchschnittlichen Steigung von 3,3 % entspricht.